# Archaeoceratops oshimai
Archaeoceratops oshimai is een basale neoceratopide dinosauriër behorend tot de Ceratopia. Fossielen zijn bekend uit het late Onder-Krijt (Albien) van het Mazongshangebied in de provincie Gansu in Noordwest-China.

## Vondst en naamgeving
Archaeoceratops oshimai werd in 1992 ontdekt door de Silk Road Dinosaur Expedition. Het holotype, IVPP V11114, werd in 1997 door Dong Zhiming en Yoichi Azuma preliminair beschreven, waarbij de typesoort Archaeoceratops oshimai benoemd werd. De genusnaam Archaeoceratops werd afgeleid van het Grieks archaios (archaïsch, oud), keras (hoorn) en oops (gelaat). De soortaanduiding oshimai is een eerbetuiging aan Torao Ohshima, directeur en uitgever van de Japanse krant Chunichi Shimbun en geldschieter voor de Silk Road Dinosaur Expedition. In 2003 publiceerden You Hailu en Peter Dodson een geheel nieuwe beschrijving van deze plantenetende dinosauriër in het wetenschappelijk tijdschrift Acta Palaeontologica Polonica.
In 2010 benoemden en beschreven You et al. een tweede soort, Archaeoceratops yujingziensis You et al. 2010, afkomstig uit het Aptiaan/Albiaan van het Yujingzibekken, Xinminbao Group, Gansu Provincie, Noordwest-China. Het specimen, CAGS-IG-VD-003, bestaat uit een gedeeltelijk skelet. Het werd in 2002 ontdekt door de Chinese Academy of Geological Sciences (CAGS).

## Geologie
Twee specimina van de soort Archaeoceratops oshimai, het holotype en het paratype IVPP V11115, werden opgegraven uit de Middle Gray Unit van de Xinminbao Group in het Gongpoquan-bekken van het Mazongshangebied. Ze worden bewaard in de verzamelingen van het Institute of Vertebrate Paleontology and Paleoanthropology in Beijing (IVPP). De Xinminbao Group verschijnt in een grote depressie tussen het Altaj-gebergte van Mongolië in het noorden en het Qilian Shan-gebergte van het Qinghaiplateau in het zuiden, in de Gongpoquan- en Suànjǐngzi-bekkens en ook in het naburige Jiuquan-bekken. Beide gebieden zijn inlandse bekkens die uit sedimenten bestaan die afgezet werden door meren, rivieren en puinwaaiers tussen bergen. Deze afzetting gebeurde waarschijnlijk tijdens het Aptien (ongeveer 125,0 tot 113,0 Ma) of mogelijk Barremien (ongeveer 129,4 tot 125,0 Ma). Het toenmalige klimaat was semi-aride en subtropisch.
De tweede soort, Archaeoceratops yujingziensis, werd ook in de Xinminbao Group verzameld, maar in sedimenten van het Yujingzibekken.
De Xinminbao Group bestaat uit drie hoofdformaties, de Chijinbao-formatie, de Digou-formatie en de Zhongghou-formatie. Beide specimina van Archaeoceratops komen uit de Digou-formatie. Deze is samengesteld uit grijze siltsteen en kalkhoudende gelithificeerde modder of klei (Engels: mudstone) die twee laagpakketten rivier-moerassedimenten met enkele puinwaaier- en littorale afzettingen omvatten.

## Beschrijving
Het holotype IVPP V 11114 bestaat uit een goed bewaarde, bijna volledige schedel met onderkaken, een onvolledige wervelkolom en een gedeeltelijk bekken. Het paratype IVPP V 11115 is afkomstig van een wat kleiner dier en is samengesteld uit een gedeeltelijke wervelkolom met een bijna volledige staart, een onvolledig bekken, fragmentarische achterpoten en een volledige voet.
Archaeoceratops oshimai is een vrij kleine soort. Gregory S. Paul schatte in 2010 de lengte op negentig centimeter, het gewicht op tien kilogram.

### Schedel

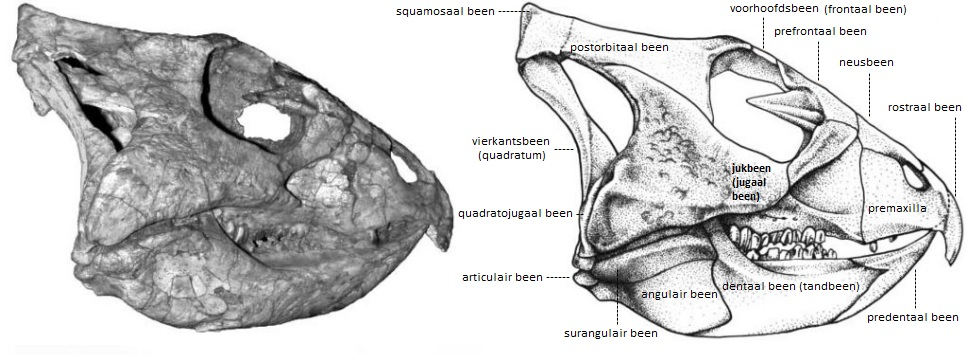
Archaeoceratops oshimai Dong & Azuma, 1997. Holotype IVPP V11114. Schedel en tekening van de schedel met de samenstellende beenderen in rechts lateraal aanzicht. Onder-Krijt (Albien) van het Mazongshangebied, provincie Gansu, Noordwest-China.

De schedel van Archaeoceratops oshimai heeft een lengte van 145 mm gemeten tussen de tip van het rostrum tot het uiteinde van het quadratojugaal been. Het quadratojugaal been is een klein been in de kaak van de meeste amfibieën, reptielen en vogels. Het is verbonden met het jugaal been (het jukbeen) en met andere schedelbeenderen. De breedte tussen de quadrata bedraagt 95 mm en tussen de jukbeenderen ongeveer 125 mm. De schedel is door samendrukking tijdens het fossilisatieproces licht vervormd. De rechterzijde is het best bewaard. De linkerzijde is samengedrukt in het gebied van de antorbitale fossa, de depressie die vóór de oogkas gelegen is. Een nekkraag, karakteristiek voor Ceratopia, is niet te onderscheiden omdat de parietale beenderen, de beenderen die de zijkanten en het dak van de schedel vormen, door erosie verdwenen zijn. De onderkaak vormt één geheel met de schedel, waardoor het moeilijk is de tanden te bestuderen. De beschrijving van de schedel is vooral op de rechterzijde ervan gebaseerd. De schedelnaden zijn zichtbaar, wat betekent dat dit specimen nog onvolwassen was, maar de aankomende verbening van de naden wijst erop dat het het volwassen stadium bijna bereikt had. De schedel heeft de voor Ceratopia op het schedeldak bekeken kenmerkende driehoekige vorm, heeft een smalle bek en weinig zijdelings uitstekende jukbeenderen (het been onder en achter de oogkas). Er zijn geen hoorns boven de oogkassen (orbitale hoorns) en evenmin op het neusbeen (nasale hoorn).
Het gebied van de schedel vóór de oogkassen (preorbitaal) is relatief kort en daalt sterk ventraal van de oogkassen naar de bek.Bij typische basale Neoceratopia ligt de antorbitale fossa vóór de oogkas, maar bij Archaeoceratops werd de antorbitale fossa achterwaarts verplaatst, tot onder de voorkant van de oogkas. Dit is inherent met het lage "aangezicht". De antorbitale fossa is niet semi-rond zoals bij Bagaceratops of Protoceratops maar driehoekig met de punt achterwaarts gericht.
In verhouding tot de lengte van de schedel zijn de oogkassen zeer groot. Hun diameter beslaat 25 % van deze lengte, wat vergelijkbaar is met de gemiddelde oogkasgrootte bij Psittacosaurus, maar wat groter is dan de gemiddelde grootte van de oogkas bij volwassen Neoceratopia.
Het rostraal been is eerder zwak en klein en staat verticaal. De premaxilla is groot en plaatvormig. De premaxillae bestaan uit gepaarde beenderen die de punt van de snuit vormen. Achteraan raakt de premaxilla de maxilla (het bovenkaakbeen). De naad tussen de premaxilla en de maxilla is min of meer verticaal. De maxilla heeft de vorm van een rechte driehoek waarvan de top zich aan het ventrale uiteinde van de premaxillaire-maxillaire naad bevindt. De maxilla heeft een lengte van 59 mm langs de tandenrij gemeten en heeft twaalf tanden. Vóór de voorste tanden is een insprong  van twee centimeter. De maxilla gaat achteraan over in een lage richel horizontaal over het jukbeen. Deze richel is op de laterale zijde bezet met kleine knobbeltjes, wat een merkwaardig autapomorfisch kenmerk is. Zulke knobbeltjes komen ook voor op de jukbeenderen van pachycephalosauriërs, onder meer Stegoceras en Prenocephale
Het neusbeen is breed en vlak. In zijprofiel is er weinig van zichtbaar. Het neusgat is klein. De gepaarde frontale beenderen (voorhoofdsbeenderen) nemen het grootste deel van  het schedeldak in. De centrale schedeldaknaad is duidelijk zichtbaar maar de naden met het postorbitaal en het parietaal been zijn moeilijk te onderscheiden, vooral op de rechterzijde. Het postorbitaal been bevindt zich achter de oogkas.
De onderkaken zijn volledig en in anatomisch verband. Het tandbeen is 57 mm lang langs de ventrale middellijn, ligt horizontaal en eindigt in een scherpe punt die past in de snuit. Het is robuust en recht langs de onderrand. De ramus van het os dentale, het vooruitstekende deel ervan, is met 26 mm niet echt hoog en is robuust. De tanden van de onderkaak staan sterk naar binnen en occluderen met de tanden van de bovenkaak.
De vier tanden van de premaxilla zijn goed ontwikkeld en geëmailleerd. Dat de premaxilla tanden draagt is een primitief kenmerk. De twaalf tanden van de maxilla vormen een tandenrij met een lengte van 48 mm. De grootte van de tanden neemt distaal (naar achteren) toe en de eerste twee tanden zijn de kleinste. De tanden hebben één parasagittale, primaire richel met verschillende secundaire richels aan elke tandzijde. De tandkronen zijn laag en dragen kleine tandknobbels. In lateraal aanzicht vertonen ze duidelijke slijtagepatronen met een steile hoek. De primaire richels zijn niet heel duidelijk zichtbaar.

### Axiaal skelet

#### Wervels

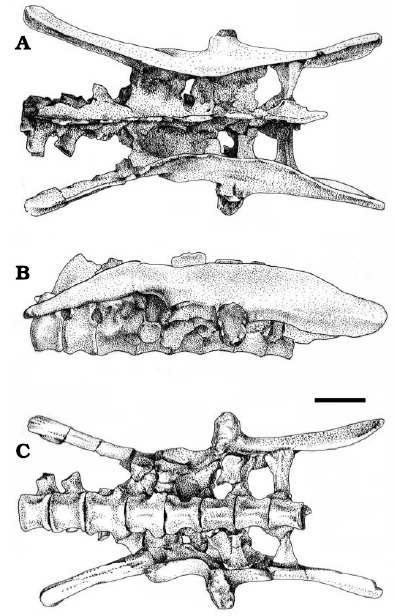
Archaeoceratops oshimai Dong & Azuma, 1997. Holotype IVPP V11114. Sacrale wervels en ilia in dorsaal (A), links lateraal (B) en ventraal (C) aanzicht. Schaalverdeling = 2 cm. Onder-Krijt (Albien) van het Mazongshangebied, provincie Gansu, Noordwest-China.

IVPP V 11114, het holotype van Archaeoceratops oshimai, bestaat uit een reeks wervels in anatomisch verband, namelijk één halswervel, twaalf ruggenwervels en een sacrum dat uit zes wervels samengesteld is. IVPP V 11115, het paratype van Archaeoceratops oshimai, is samengesteld uit een bijna volledige reeks van 36 staartwervels, drie ruggenwervels en een sacrum. De specimina kunnen met elkaar vergeleken worden op basis van het sacrum. Alle wervels hebben bij allebei de specimina vlakke centrale raakvlakken.
IVPP V 11114 : halswervel 10 tot en met ruggenwervel 8 werden, samengevoegd door matrix, als één aaneengesloten reeks gepreserveerd. Ruggenwervels 9 en 10 vormen ook één geheel. Ruggenwervels 11 en 12 zijn verbonden met het sacrum, maar zijn er niet mee vergroeid. De wervellichamen van ruggenwervels 1 tot en met 8 zijn eenvoudige spoelen. De wervelbogen bleven niet bewaard maar vele dwarsuitsteeksels wel. De "wervelboog" is het bovenste (dorsale) deel van een wervel. Het is een kraakbenige of benige boog die het ruggenmerg omsluit. De anatomische reeks met ruggenwervels 11 en 12 en het sacrum (in totaal acht wervels) omvat ook twee onvolledige darmbeenderen. Naar voren (craniaal) reikt het darmbeen tot de elfde ruggenwervel. De doornuitsteeksels in deze reeks bleven bewaard, alhoewel de voorste vier wat beschadigd zijn.  Het doornuitsteeksel is het benige uitsteeksel op de top van de wervelboog. De doornuitsteeksels van de ruggenwervels 11 en 12 en van de eerste en tweede sacrale wervel zijn licht naar achteren gebogen. De doornuitsteeksels van de derde tot de zesde sacrale wervels staan meer rechtop. De as van het heiligbeen is recht. De sacrale wervels nemen in grootte af van de eerste tot de zesde wervel. Het oppervlak van de caudale zijde (de achterzijde) van de zesde sacrale wervel bedraagt ongeveer 1/3 van het oppervlak van de craniale zijde van sacrale wervel 1. Dit wijst erop dat de staart sterk gereduceerd was. Er zijn vijf paar sacrale ribben. Het eerste paar ontspringt tussen de eerste en tweede sacrale wervel, het laatste tussen de vijfde en zesde sacrale wervel.
IVPP V 11115 : over het algemeen komt de morfologie van het paratype overeen met het holotype, maar omdat het hier een onvolwassen specimen betreft, zijn er enkele afwijkingen. Vanaf ruggenwervel 10 dragen de wervels, de sacrale wervels inbegrepen, in tegenstelling tot de ruggenwervels van het holotype, geen doornuitsteeksels. De staart bleef bijna volledig bewaard. Mogelijk ontbreekt er minstens één wervel in het midden, maar de fragiele achterste staartwervels bleven bewaard. De staart heeft een lengte van 325 mm. Er zijn dwarsuitsteeksels tot ongeveer de vijftiende staartwervel. De doornuitsteeksels van de eerste vier staartwervels zijn goed ontwikkeld en iets naar achter gebogen.
De "chevrons" zijn niet goed gepreserveerd. De Nederlandstalige benaming voor het Franse "chevron" is h(a)emaalboog, de directe vertaling van arcus haemalis. Behalve bij dinosauriërs en vele andere reptielen komen ze ook bij sommige zoogdieren voor (bv. kangoeroes). Chevrons bestaan uit gepaarde en verbonden beenstructuren aan de ventrale zijde van de staartwervels. Samen vormen die overdwars een boogvorm. Door die boog lopen de aders en zenuwen. De verbinding aan hun uiteinde kan weer als een enkelvoudige structuur verder uitsteken, meestal naar achteren of, zoals bij Diplodocus, ook nog naar voren. Als de structuren niet verbonden zijn heten ze geen "chevron". Een dergelijke losse helft wordt daarom processus haemalis genoemd ("h(a)emaaluitsteeksel"). De functie van de chevrons is het beschermen van zenuwen en bloedvaten wanneer het dier bv. op de staart steunt of de staart over de grond sleept. Bij het paratype van Archaeoceratops oshimai zijn meerdere Y-vormige chevrons onder de negende tot de twaalfde staartwervel bewaard gebleven. De best bewaarde chevron is 15 mm lang. Aanhechtingsplaatsen van chevrons op de staartwervels zijn zichtbaar van wervel 5 tot wervel 20.

#### Bekken
Bij het holotype werden beide ilia, beide schaambeenderen (pubis) en een onvolledig zitbeen (ischium) gepreserveerd. Bij het paratype enkel het rechterdarmbeen. Bij het holotype ontbreekt het achterste deel van het linkerdarmbeen en het voorste deel van het rechterdarmbeen. Het darmbeen is lang en laag. Het bekken van het holotype is ongeveer 150 mm lang, dat van het paratype 127 mm. Het diepe acetabulum is eerder boogvormig dan semi-cirkelvormig. Het acetabulum of heupgewricht is de komvormige gewrichtsholte aan de zijkant van het heupbeen (ilium) waarin de kop van het dijbeen (femur) roteert. Het acetabulum wordt gevormd door drie beenderen: het os ilium (darmbeen), het os ischium (zitbeen) en het os pubis (schaambeen). Deze drie gepaarde beenderen vormen samen het heupbeen. Tussen de voet van het schaambeen en het zitbeen gemeten bedraagt de inwendige diameter van het acetabulum 26 mm terwijl de afstand gemeten tussen het buitenste punt van de voet van het schaambeen en het buitenste punt van de voet van het zitbeen 38 mm bedraagt. De voet van het zitbeen heeft een uitholling op de laterale zijde. De top van het acetabulum is rechts 9 mm dik en links 10 mm.

#### Achterpoot

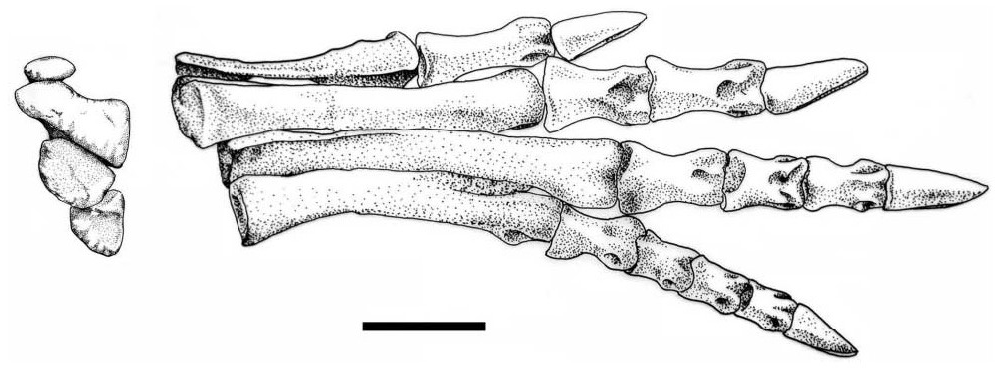
Archaeoceratops oshimai Dong & Azuma, 1997. Paratype IVPP V11115. Rechtervoet in dorsaal aanzicht. Schaalverdeling = 2 cm. Onder-Krijt (Albien) van het Mazongshangebied, provincie Gansu, Noordwest-China.

Het paratype van Archaeoceratops oshimai, IVPP V11115, bestaat onder meer uit het proximale uiteinde van het rechterdijbeen, het distale uiteinde van het rechterscheenbeen en een volledige rechtervoet. Het dijbeen heeft een eerder kleine, sterk verhoogde kop, een lage waaiervormige trochanter major en een duidelijke trochanter minor.  De trochanter major of "grote draaier" of "grote rolheuvel" bevindt zich bovenaan (proximaal) aan de buitenzijde (lateraal) van de dijbeenschacht en doet dienst als aanhechtingspunt voor spieren. De trochanter minor of "kleine draaier" of "kleine rolheuvel" bevindt zich bovenaan (proximaal) aan de binnenzijde van de dijbeenschacht en doet ook dienst als aanhechtingspunt voor spieren. Het is dicht tegen de trochanter major gedrukt en wordt ervan gescheiden door een spleet. Over de lengte-as gemeten is de dijbeenkop slechts 1 cm lang. Het distale uiteinde van het scheenbeen heeft verschillende ondiepe uithollingen. Het heeft een ruw, convex gebied op de laterale zijde dat correspondeert met een uitholling in de calcaneus (het hielbeen). Het hielbeen is een klein, complex been. Het is, tezamen met het sprongbeen (astragalus) en twee voetwortelbeentjes (tarsalia, waarschijnlijk distale), uitermate goed gefossiliseerd. Het sprongbeen overkapt het distale uiteinde van het scheenbeen en vormt een glad, cilindervormig gewrichtsoppervlak voor de intertarsale articulatie. Het sprongbeen is veel minder gereduceerd dan bij meer afgeleide ("hoger ontwikkelde") Neoceratopia, waaronder Protoceratops. De laterale rand van het sprongbeen en de mediale rand van het hielbeen sluiten op elkaar aan en vormen een glad intertarsaal gewrichtsoppervlak met een breedte van 28 mm. De uitholling en de afmetingen van de twee distale voetwortelbeentjes komen overeen met de beschrijving van het middelste distaal voetwortelbeentje van Protoceratops door Brown en Schlaikjer. De positie van beide voetwortelbeentjes is onbekend. De middenvoetsbeenderen (metatarsalia)  zijn lang en slank. De bouw van de middenvoet is autapomorfisch omdat het eerste middenvoetsbeentje, alhoewel het lang is en een goed ontwikkelde distale condylus heeft, een sterk gereduceerde schacht en een sterk gereduceerd proximaal uiteinde heeft. De distale teenkootjes zijn scherp gepunt. De formule van de teenkootjes is 2, 3, 4, 5, 0.

## Fylogenie
De morfologie van Archaeoceratops oshimai toont aan dat deze kleine herbivore dinosauriër een basale neoceratopsiër is. Dit wordt door cladistische analyse ondersteunt. Basale Neoceratopia zijn een groep kleine dinosauriërs van 1 tot 2,5 meter lengte die minstens de beginnende stadia vertonen van vele karakteristieken die de meer afgeleide ("hoger ontwikkelde") Ceratopidae kenmerken. Over de fylogenie van basale Neoceratopia bestaat geen consensus. De vraag is of zij een monofyletische groep vormen en de zustergroep van de Ceratopidae zijn. Of vormen de Neoceratopia parafyletische groepen die geleidelijk naar de Ceratopsidae leidden? Gedetailleerd onderzoek van Archaeoceratops resulteerde in waardevolle anatomische informatie welke nieuwe cladistische analyse toeliet van een meer uitgebreide verzameling gegevens om eerdere resultaten te testen. Er is overeenstemming met de eerdere opvatting dat Liaoceratops en Archaeoceratops opeenvolgende uit-groepen zijn ten opzichte van de Coronosauria (sensu stricto, Sereno 1998) en dat Bagaceratops en Protoceratops zustergroepen zijn. De Coronosauria, de meest recente gemeenschappelijke voorouder van Protoceratops en Triceratops, en alle afstammelingen van de Coronosauria, bevatten alle nu bekende gehoornde dinosauriërs uit het Boven-Krijt.

## Systematische paleontologie
Klasse Reptilia Laurenti, 1768
Klade Eureptilia Olson, 1947
Klade Romeriida Gauthier et al., 1988
Klade Diapsida Osborn, 1903
Klade Neodiapsida Benton, 1985
Klade Sauria Macartney, 1802
Klade Archosauromorpha von Huene, 1946
Klade Archosauriformes Gauthier, 1986
Klade Crurotarsi Sereno & Arcucci, 1990
Klade Archosauria Cope, 1869
Klade Avemetatarsalia Benton, 1999 
Klade Ornithodira Gauthier, 1986
Klade Dinosauromorpha Benton, 1984
Klade Dinosauriformes Novas, 1992
Superorde Dinosauria Owen, 1842
Orde Ornithischia Seeley, 1887
Klade Genasauria Paul Sereno, 1986
Klade Neornithischia Cooper, 1985 
Klade Cerapoda Sereno, 1986
Klade Marginocephalia Sereno, 1986
Onderorde Ceratopia Marsh, 1890 
Infraorde Neoceratopia Sereno, 1986
Familie Archaeoceratopsidae Dong & Azuma, 1997
Geslacht Archaeoceratops Dong & Azuma, 1997
Soort Archaeoceratops oshimai Dong & Azuma, 1997
Soort Archaeoceratops yujingziensis You et al. 2010